# Григоровичи (Украина)
Григоровичи (укр. Григоровичі) — село в Городищенской сельской общине Луцкого района Волынской области Украины.
Код КОАТУУ — 0722881703. Население по переписи 2001 года составляет 150 человек. Почтовый индекс — 45644. Телефонный код — 332. Занимает площадь 0,4 км².